# Mirebeau-sur-Bèze
 Mirebeau-sur-Bèze  es una población y comuna francesa, en la región de Borgoña, departamento de Côte-d'Or, en el distrito de Dijon. Es el chef-lieu del cantón de Mirebeau-sur-Bèze.

## Demografía
| 889 | 1004 | 1107 | 1426 | 1464 | 1573 |
| Para los censos de 1962 a 1999 la población legal corresponde a la población sin duplicidades (Fuente: INSEE [Consultar]) |      |      |      |      |      |